# 2967 Владисвят
2967 Владисвят (2967 Vladisvyat) — астероїд головного поясу, відкритий 19 вересня 1977 року.
Тіссеранів параметр щодо Юпітера — 3,104.